# Susan DeMattei
Susan Marie DeMattei (ur. 15 października 1962 r. w San Francisco) – amerykańska kolarka górska, brązowa medalistka olimpijska oraz srebrna medalistka mistrzostw świata.

## Kariera
W swoim olimpijskim debiucie, na igrzyskach w Atlancie w 1996 roku wywalczyła brązowy medal w cross-country. Wyprzedziły ją jedynie: zwyciężczyni Paola Pezzo z Włoch oraz druga na mecie Kanadyjka Alison Sydor. Był to jedyny start olimpijski DeMattei.
W 1994 roku, podczas mistrzostw świata w Vail wywalczyła srebrny medal w cross-country. Podobnie jak na igrzyskach w Atlancie bezpośrednio przed nią uplasowała się Alison Sydor.
Po igrzyskach w Atlancie zakończyła karierę.